# Cassiglio
Cassiglio är en ort och kommun i provinsen Bergamo i regionen Lombardiet i Italien. Kommunen hade 108 invånare (2018).